# Apostasia elliptica
Apostasia elliptica é uma espécie de orquídea terrestre, família Orchidaceae, que habita a Malásia, Sumatra e Bornéu.